# Mesquita Ali-Gazi Pașa
La mesquita Ali-Gazi Pașa o la mesquita Babadag és un monument arquitectònic històric i religiós situat al centre de Babadag, que data del segle XVII. La mesquita, construïda el 1609 o el 1610, va ser construïda amb pedra facetada, de planta rectangular, amb un porxo monumental sobre arcs i un minaret de més de 20 metres d'alçada.
L'edifici, situat al carrer Geamiei núm. 2, està registrat a la llista de monuments històrics del comtat de Tulcea amb el codi LMI TL-II-mA-06000.

## Històric
Dobrogea va formar part de l'Imperi Otomà durant gairebé cinc-cents anys abans de formar part dels principats romanesos (després de la guerra d'independència del 1877 al 1878). Per tal de rastrejar i coordinar millor les tropes militars en els enfrontaments amb l'Imperi rus, la residència del pașa dobrogeu (general de l'exèrcit) es va traslladar a Babadag (des de Silistra). Així, a Babadag, Ali-Gaza Pașa va ordenar erigir una bella mesquita, la mesquita Ali-Gazi Pașa.
La mesquita es va construir a la dècada de 1610. No obstant això, no se sap si va ser l'any en què va començar la seva construcció o l'any en què es va acabar. Com el seu nom indica, va ser construït pel general Ali Gaza-Pașa. La mesquita va patir un incendi durant la guerra russo-turca.
La mesquita va funcionar com a museu fins al 1989. Entre el 1990 i el 1999 va ser restaurada per una fundació de Turquia, que la va deixar igual a la seva antiga glòria. A l'interior hi ha algunes de les decoracions tallades en fusta més boniques d'Europa i catifes perses de centenars d'anys portades de Turquia.